# Centris tiburonensis
Centris tiburonensis är en biart som beskrevs av Cockerell 1923. Centris tiburonensis ingår i släktet Centris och familjen långtungebin. Inga underarter finns listade.